# 톰킨스 스퀘어 공원

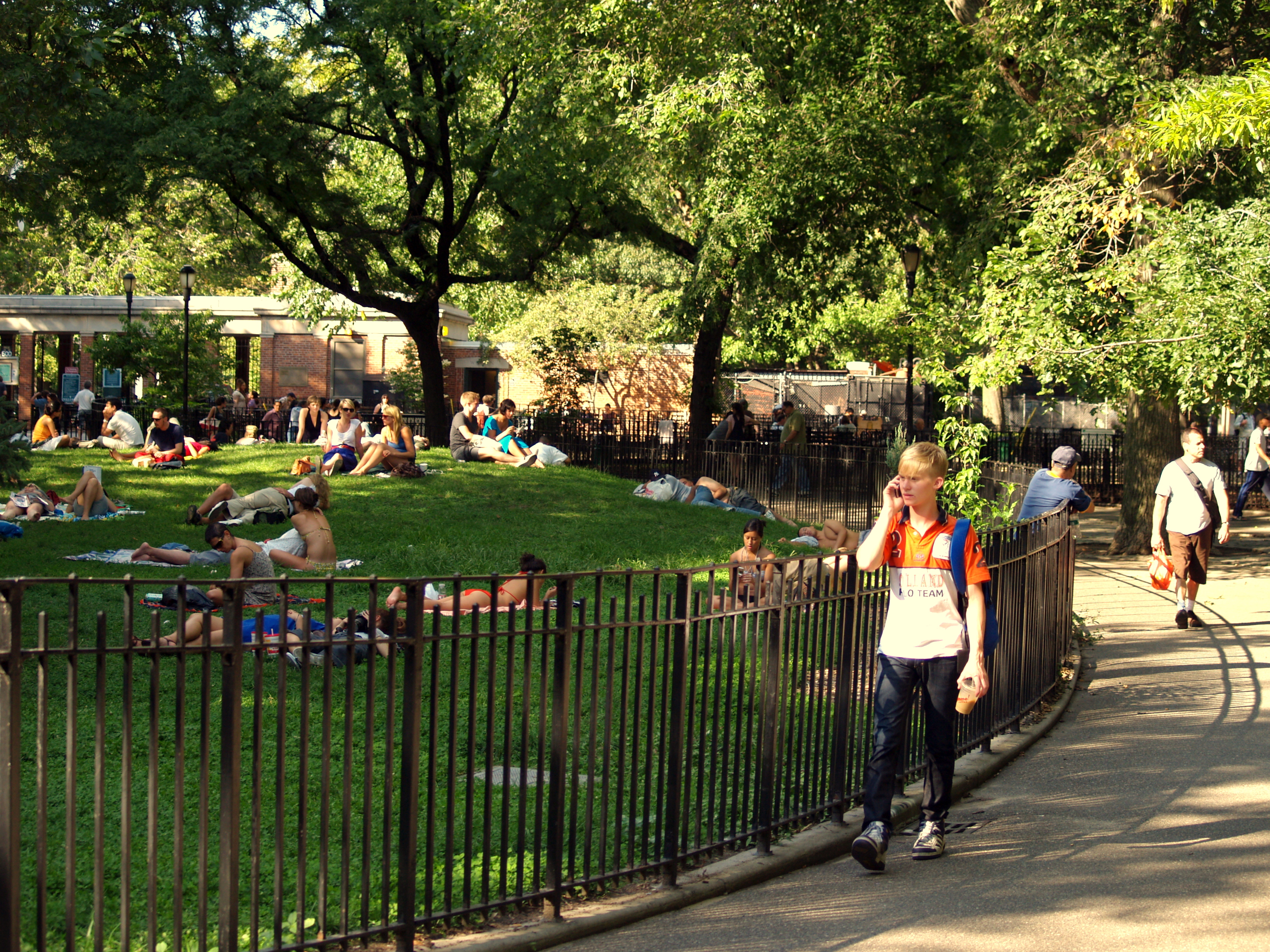
톰킨스 스퀘어 공원

톰킨스 스퀘어 공원(Tompkins Square Park)은 맨해튼에 위치한 공원이다.